# Windows Mobile
Windows Mobile ist ein eingestelltes kompaktes Betriebssystem von Microsoft und Vorgänger von Windows Phone, kombiniert mit einer Zusammenstellung von Anwendungen für mobile Geräte. Es basiert auf der Win32-API. Geräte, die Windows Phone bzw. Windows Mobile benutzen, sind zum Beispiel Pocket PCs, Smartphones, und tragbare Media-Center. Das Betriebssystem ist so gestaltet, dass eine Ähnlichkeit mit den PC-Versionen von Windows erkennbar ist, obwohl die jeweiligen Zielarchitekturen und Codebasen einander kaum ähnlich sind. Hingegen ist Windows Phone komplett neu entwickelt.

## Gemeinsame Merkmale von Windows Mobile
Windows Mobile für Pocket PC enthält in den meisten Versionen:
- Eine Heute-Seite, die das heutige Datum, Besitzerinformationen, anstehende Termine, neue E-Mail-Nachrichten und Aufgaben darstellt. Sie enthält auch eine Leiste für Benachrichtigungen, welche dem Benutzer durch Icons Auskunft über unterschiedliche Dinge geben kann, wie etwa die Batterielaufzeit oder offene Dienstprogramme. Anwendungen können weitere Einträge auf der Heute-Seite erzeugen. Das Hintergrundbild kann angepasst werden.
- Eine Taskleiste, sie zeigt die momentane Uhrzeit, die Lautstärke, den Batterie-Ladestatus und den Verbindungsstatus. Wenn ein Programm oder ein Dialog geöffnet ist, erscheint neben der Uhr ein „OK“ oder ein „Schließen“-Knopf. Das wichtige Extra der Taskbar ist der Startknopf, der eine ähnliche Aufgabe hat wie in den Desktop-Versionen von Windows. Im Startmenü gibt es eine Liste der zuletzt benutzten Anwendungen, neun veränderbare Einträge am Anfang und weiterführende Einträge zu den Programmen, Einstellungen, der Hilfe und der Suche.
- Eine abgespeckte Version von Microsoft Office. Diese besteht aus Pocket Word und Pocket Excel. Ab der Version Windows Mobile 5.0 gehört Pocket PowerPoint zum Lieferumfang, das Dateien anzeigen, aber nicht editieren kann. Diese Versionen enthalten die nötigsten Funktionen ihrer Desktop-Pendants, erweiterte Funktionen wie Grafiken und Tabellen fehlten bis Version 5.0. ActiveSync bietet die Möglichkeit, Dateien der Desktop-Versionen in kompatible Dokumente für den PocketPC umzuwandeln. Diese Umwandlung ist je nach Version mehr oder weniger verlustbehaftet, insbesondere Formatierungen, Feldfunktionen u. ä. sind betroffen.
- Outlook Mobile, eine PIM-Anwendung, die die gleichen Funktionen wie das Desktop-Pendant erfüllt. Es kann per ActiveSync mit diesem synchronisiert werden. Eine Alternative ist der direkte Abgleich mit einem Exchange-Server über eine Online-Verbindung.
- Den Windows Media Player. Die meisten Geräte wurden mit Version 9 ausgeliefert, neuere Hardware enthält die Version 10. Für einige bestimmte Geräte kann man Version 10 herunterladen und installieren – darunter Geräte aus der Dell-Axim-Reihe. Der Medienspieler unterstützt WMA-, WMV-, MP3- und AVI-Dateien. Momentan werden keine MPEG-Dateien unterstützt, es gibt Programme von Drittanbietern, die diese Fähigkeit nachrüsten.

## Versionen

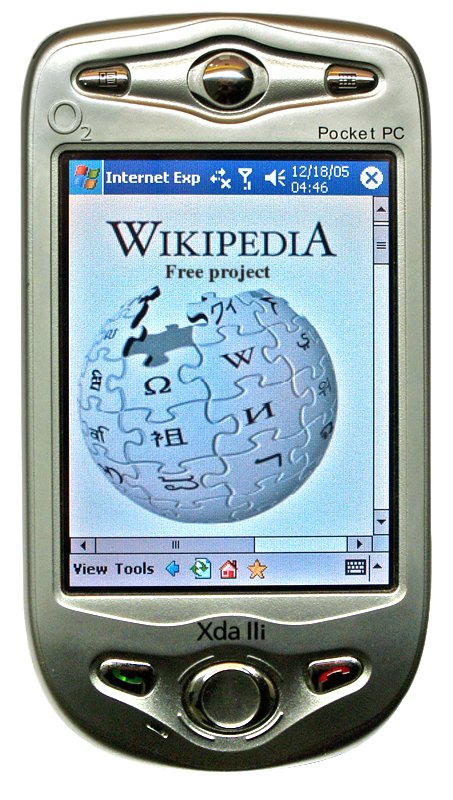
Windows Mobile 2003 SE auf einem O2 Xda IIi

### Windows Mobile 2002
Windows Mobile 2002, welches auf Windows CE 3.0 basiert, war die erste Version von Windows CE, die unter dem Namen „Windows Mobile“ vermarktet wurde. Gezielt für tastaturlose Pocket PCs mit QVGA-Auflösung entworfen, war Windows Mobile 2002 (wie die ursprünglichen Pocket PC Versionen) das einzige Betriebssystem von Microsoft für eingebettete Systeme.

### Windows Mobile 2003
Die zweite Version, genannt Windows Mobile 2003, wurde am 23. Juni 2003 veröffentlicht und kam in drei Varianten. Zwei sind sich sehr ähnlich: Windows Mobile 2003 für Pocket PC und Windows Mobile 2003 Pocket PC Phone Edition, das speziell für Pocket PCs mit Telefonfunktion entwickelt wurde, wie zum Beispiel den XDA bzw. MDA.
Die dritte Variante ist eine Edition mit dem Namen Windows Mobile 2003 for Smartphone, die – trotz mehrerer Gemeinsamkeiten mit dem Pocket PC – eine wesentlich andere Plattform darstellt, die auch Software erfordert, die speziell darauf abgestimmt ist: Windows Mobile Smartphones haben keinen Touchscreen, wesentlich geringere Display-Auflösungen, eine normale Telefontastatur und sind speziell für Einhand-Bedienung entworfen.
Windows Mobile 2003 basiert auf Windows CE 4.20.

### Windows Mobile 2003 Second Edition
Windows Mobile 2003 Second Edition, bekannt als Windows Mobile 2003SE, wurde am 24. März 2004 freigegeben. Es enthielt eine Reihe von Verbesserungen gegenüber dem Vorgänger, wie:
- eine Option, um den Bildschirm um 90° zu drehen. (Nur auf bestimmten PDA-Modellen verfügbar, z. B. bei Acer N35)
- Pocket Internet Explorer enthält eine Option, um die Seite einspaltig darzustellen, die es einfacher macht, Webseiten zu lesen, da nur noch vertikal gescrollt werden muss.
- VGA (640×480)-Bildschirmauflösung ist neue offizielle Auflösung, zusätzlich zu der bekannten 320×240-Darstellung. Hinzugekommen sind neue quadratische Formfaktoren (240×240 und 480×480 für VGA-Bildschirme), geeignet für Hardware-Hersteller, die dem Gerät eine Tastatur hinzufügen möchten.
- direkte Unterstützung für WPA, für viele Geräte sind entsprechende Updates auch für Windows Mobile 2003 erhältlich.

Windows Mobile 2003SE basiert auf Windows CE 4.21.

### Windows Mobile 5.0

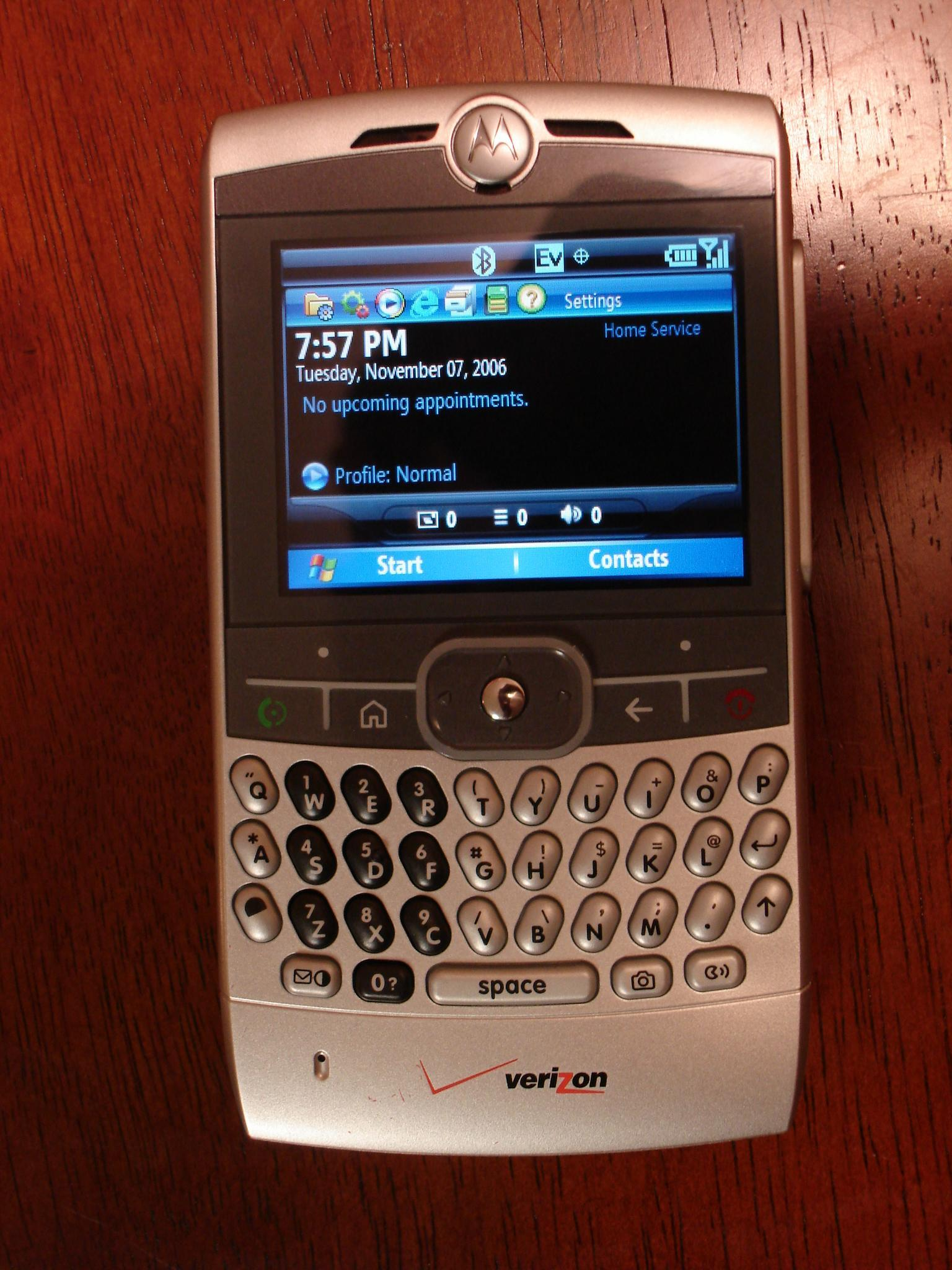
Windows Mobile 5 auf einem Motorola Q1

Windows Mobile 5.0, ursprünglicher Name „Magneto“, wurde am 9. Mai 2005 veröffentlicht. Es basiert auf Windows CE 5.0 und enthält in manchen Distributionen das .NET Compact Framework 2.0, das ansonsten zusätzlich installiert werden kann (kostenfrei). Der enthaltene Internet-Browser heißt nun „Internet Explorer Mobile“ und nicht mehr „Pocket Internet Explorer“.
Enthaltene Fähigkeiten:
- Eine neue Version von „Office Mobile“
  - PowerPoint Mobile, welches das Abspielen von Powerpoint-Dateien ermöglicht, wurde hinzugefügt
  - Excel Mobile bekam grafische Fähigkeiten
  - Word Mobile konnte Tabellen und Grafiken darstellen
- Windows Media Player 10 Mobile
- Bild- und Videopaket, das die Verwaltung von Bildern und Videos zusammenfasst
- Bluetooth-Unterstützung mit einem eigens entwickelten Microsoft-Bluetooth-Stack, mit weniger Fähigkeiten als die vorherigen Broadcom/Widcomm-Alternativen, wobei einige Hersteller wie HP weiterhin den alternativen Broadcomm/Widcomm-Stack einsetzen.
- Virtueller GPS-Port für parallelen Zugriff mehrerer Programme auf die GPS-Daten
- QWERTY-Tastaturunterstützung ist standardmäßig enthalten.
- Möglichkeit, Fehler bei Abstürzen zu melden, ähnlich wie in aktuellen Windows-Systemen.
- ActiveSync 4.0, bis zu 10–15 % schneller bei der Synchronisation
- Nichtflüchtiger Speicher der Pocket PCs wird zusätzlich für flüchtige Daten genutzt, was die Lebensdauer der Batterie steigern soll. Bisher wurden bis zu 50 Prozent (genug für 72 Stunden) der Batteriekapazität reserviert, um Daten im flüchtigen RAM-Speicher zu halten. Damit gehen die gespeicherten Daten und selbst installierten Programme nicht mehr verloren, wenn der Akku entleert ist. Der unter Windows Mobile 2003 in Arbeits- und Datenspeicher aufgeteilte RAM-Speicher steht jetzt komplett als solcher zur Verfügung, Betriebssystem und Änderungen daran sowie persönliche Daten werden jetzt zusammen im ROM abgespeichert, vergleichbar mit dem iPaq File Store in früheren Versionen, der in WM5 entfällt.

Windows Mobile 5.0 wurde auf der Microsofts Mobile and Embedded Developers Conference 2005 in Las Vegas veröffentlicht. Es gibt vier verschiedene Varianten, die nur teilweise anwendungskompatibel sind.
Später wurde das Mobile Security and Feature Pack (MSFP) nachgereicht, das auf Windows Mobilgeräten mit Telefonfunktion den GPRS-gestützten Abgleich mit Exchange 2003 SP2 und höher ermöglichte, und einige Sicherheitsfunktionen ergänzte, die für mobile Exchangeclients wünschenswert sind. Die Synchronisationstechnik Directpush ermöglicht eine Echtzeitsynchronisation von Mail, Kontakten, Terminen und Notizen.

### Windows Mobile 6

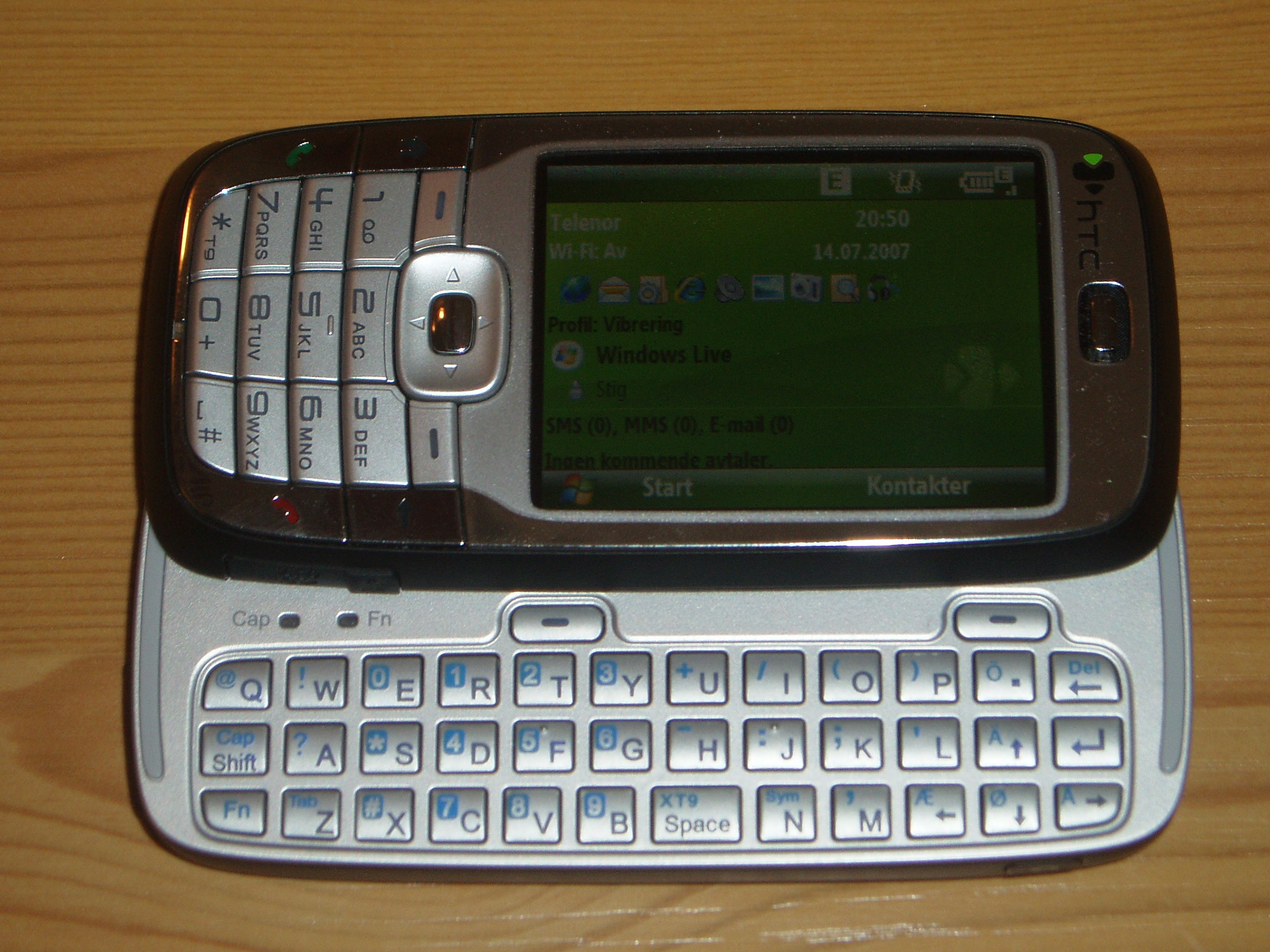
Windows Mobile 6 auf HTC S710

Windows Mobile 6 (abgekürzt WM6) wurde am 12. Februar 2007 auf der 3GSM-Messe in Barcelona offiziell vorgestellt. Version 6 basiert auf Windows CE 5.2, welches in großen Teilen dem Kern von Windows Mobile 5.0 gleicht. Das Design der Benutzeroberfläche ist an Windows Vista angelehnt.
Folgende Versionen werden ausgeliefert:
- Windows Mobile 6 Classic (Pocket PC)
- Windows Mobile 6 Standard (Smartphone)
- Windows Mobile 6 Professional (Pocket PC Phone Edition)

Wichtige Neuerungen:
- IP-Telefonie
- Verbesserte Suchfunktion im Gerät
- Verbesserte Suchfunktion mit Onlinezugriff auf Exchange 2007
- HTML-Unterstützung in Mails
- globale Adressbücher (Exchange 2003/2007)
- Integrierte Updatefunktion, Optimierung für den Abgleich mit Windows Vista
- Verbesserte native Unterstützung der PC-Dateiformate Microsoft-Word, -Excel und -Powerpoint
- Unterstützung von Ajax, Abwärtskompatibilität zu Windows-Mobile 5.0 Applikationen, .NET Compact Framework v2 SP2 vorinstalliert
- Integration von „Windows Live“ und „Marktplatz“
- Datei-Öffnen/Speichern-Dialoge sind browse-fähig (vgl. PC) (Bei anderen WM-Versionen sind diese Dialoge auf die Ordner der Hauptebene beschränkt)

Erweiterte Sicherheits-Funktionen:
- Speicherkarten-Verschlüsselung (AES)
- Die Notfall-Datenlöschung aus der Ferne löscht nun zusätzlich die Speicherkarte
- Vereinfachte Verwaltung von Zertifikaten
- Verbesserter Passwortschutz (Gerätesperre)
- „Information Rights Management“ zum Schutz vertraulicher Daten

#### Windows Mobile 6.1
Windows Mobile 6.1 erschien erstmals auf den Geräten Asus P320, Samsung i900 Omnia, Asus P560, Asus M536, Motorola Q9, Sony Ericsson Xperia X1, HTC Touch Pro und simvalley mobile XP-25. Für HTC TyTN II, HTC Touch Dual und Asus P750 sind offizielle Aktualisierungen verfügbar. Geplant sind ebenfalls Updates auf Windows Mobile 6.1 für Asus P527, Asus M930, Toshiba Portégé G810, Toshiba Portégé G910, HTC Touch, HTC X7510, Motorola MOTO Q 9h global, Samsung ACE, T-Mobile MDA Ameo 16 GB, T-Mobile MDA compact IV, T-Mobile MDA vario IV und weitere nicht in Deutschland erhältliche Geräte. Bei Version 6.1 Standard wurde das Design der Oberfläche noch stärker an Vista angelehnt; so ist die Startleiste jetzt leicht transparent, Hinweise, Meldungen und Kurznachrichten werden in kleinen Infofenstern angezeigt, und es kann nach links und rechts zu weiteren Fenstern gewechselt werden. Die Oberfläche der Professional- und Classic-Version hat sich nicht verändert.
Wichtige Neuerungen:
- SMS werden in Thread-Form (wie in einem Forum) angezeigt
- Internet Explorer Mobile mit Zoom-Funktion und der Unterstützung von Adobe Flash, Microsoft Silverlight und H.264 (wird per Update später nachgereicht)
- mehr Einstellmöglichkeiten für die Texteingabe
- Kopieren und Einfügen von Texten (neu bei der Smartphone-Edition)
- stark vereinfachte Konfiguration von W-LAN und E-Mail-Konten[3]
- Sicherheit: Über Exchange aktivierbare Verschlüsselung der PIM-Datenbank und von wahlfreien weiteren Ordnern.[4]

Trotz der stärkeren Anlehnung an Windows Vista ist eine Synchronisation mit den Vista-Standard-Programmen Mail und Calendar nicht möglich – nach wie vor funktioniert diese nur mit Outlook.

#### Windows Mobile 6.5
Am 11. Mai 2009 wurde die Version 6.5 veröffentlicht. Erste Geräte wurden für den 6. Oktober 2009 erwartet.
Als Neuerung bietet die Version 6.5 eine vorinstallierte Anwendung für den Zugang zum Windows Marketplace for Mobile, welcher Anwendungen zum Download bereithält. Des Weiteren konnten mit dem mittlerweile wieder eingestellten Service My Phone zahlreiche Daten des Smartphones online synchronisiert werden. Die zuerst geplante Honigwaben-Oberfläche, auch Honeycomb genannt, wurde nach Kritik an dieser wieder verworfen. Stattdessen sollen nun größere Icons verwendet werden. Trotz dieser Änderungen an der Oberfläche wird das grundsätzliche Layout beibehalten, wie Microsoft auf der MIX09 bekannt gab. Zudem soll die Ausrichtung von Windows Mobile künftig nicht mehr nur in den Business-Sektor sein, sondern auch noch viel mehr den Consumerbereich.
Die Neuerungen:
- Kinetisches Scrollen
- Titanium, ein neuartiges UI für den Heute-Bildschirm
- Internet Explorer 6 Mobile mit Flash-Unterstützung
- Nativer Facebook-Client
- Neue Gerätesperre, vergleichbar mit Slide2Unlock vom iPhone
- Transparente Start- und Softkey-Leisten
- Web-basierte-Applikationen (Widgets)
- My Phone[8]
- Windows Marketplace for Mobile[9]

#### Windows Mobile 6.5.3
Am 2. Februar 2010 wurde die Version 6.5.3 durch Microsoft offiziell vorgestellt. Erste Geräte mit dem Betriebssystem erschienen im zweiten Quartal 2010. Hauptaugenmerk wurde auf die Verbesserung der Fingerbedienung gelegt.
Neuerungen:
- Unterstützung kapazitiver Touchscreens[10]
- Multitouch-Support[10]
- Oberflächenanpassungen[10]
- Verbesserungen des Internet Explorers und des Speichermanagements[10]
- Unterstützung für die arabische Sprache verbessert[13]
- überarbeitetes Fehlermeldesystem[13]
- .NET Compact Framework 3.5 und SQL Server Compact Edition 3.1[13]

### Windows Embedded Handheld
Im Juni 2010 kündigte Microsoft für die zweite Jahreshälfte eine auf Windows Mobile 6.5 basierende neue Betriebssystemvariante unter der (im Moment sowohl für Windows Embedded CE als auch für Windows Mobile genutzten) Markenbezeichnung Windows Embedded Handheld an. Es sollen in der ersten Version keine neuen Funktionen hinzukommen. Diese Version wurde im Januar 2011 freigegeben. Eine auf Windows 7-Technologien basierende, derzeit Windows Embedded Compact 7 genannte Version mit neuen Funktionen soll dann in der zweiten Hälfte des Jahres 2011 erscheinen.

### Windows Mobile 7 / Windows Phone

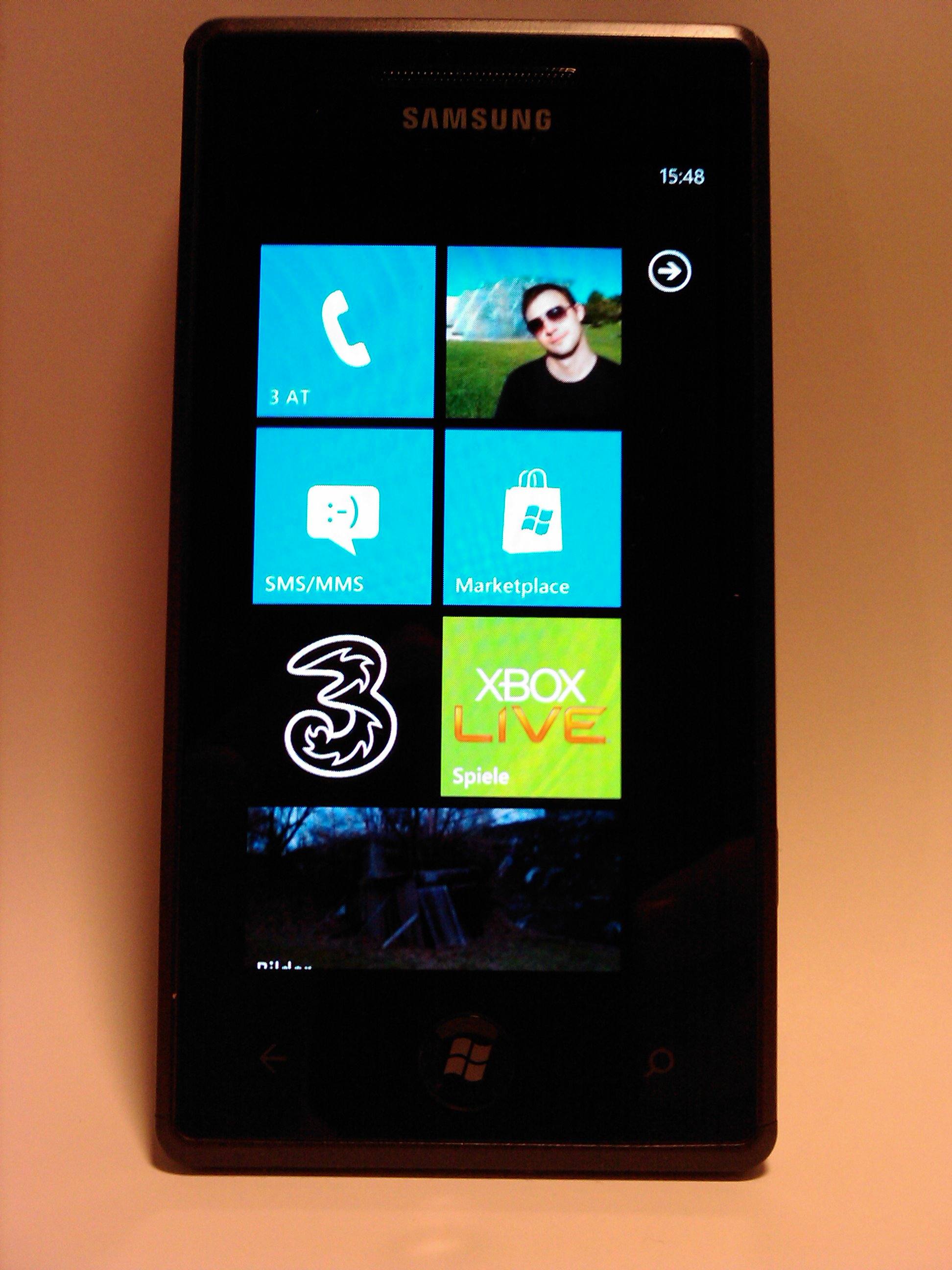
Windows Phone auf einem Samsung Omnia 7

Windows Mobile 7 sollte eigentlich 2009 erscheinen, mehrere Verzögerungen veranlassten Microsoft aber, Windows Mobile 6.5 als Zwischenschritt zu veröffentlichen. Die Version 7 wurde am 15. Februar 2010 unter der neuen Bezeichnung Windows Phone auf dem Mobile World Congress 2010 in Barcelona angekündigt. Die Entwickler konzentrieren sich besonders auf die intuitivere Benutzeroberfläche, welche Multitouch- und Gestensteuerung unterstützen soll, um mit ihrem Betriebssystem auch Nicht-Business-Kunden für sich zu gewinnen. Auch entscheidend ist die Einteilung in sogenannte „Hubs“ – Themenbereiche – die etwa an die Xbox oder das Windows Media Center erinnern und verschachtelte Menüs verhindern sollen.
Windows Phone 7 basiert auf Windows CE 6.0 R3 und Teilen von Windows Embedded Compact 7.
Es gilt zu beachten, dass es kein Update von Windows Mobile auf Windows Phone gibt.
Der Nachfolger Windows Phone 8 basiert nicht mehr auf Windows CE, sondern auf dem Desktop-System Windows NT 6.2.

### Windows Mobile 8 / Windows Phone

Windows Phone 8 Startscreen

Die Version 8 des Windows-Phone-Betriebssystems für Mobiltelefone war während der Entwicklungsphase unter dem Codenamen Apollo bekannt. Im Gegensatz zum Vorgänger Windows Phone 7 basiert es nicht länger auf Windows CE, sondern demselben Windows NT-Kernel wie Windows 8 und Windows RT. Es wurde offiziell am 20. Juni 2012 auf dem Windows Phone Summit in San Francisco vorgestellt. Da ab dieser Version ein anderer Kernel als in den vorherigen Versionen verwendet wird, wird dieses Betriebssystem in der Regel nicht mehr der Windows Mobile-Linie zugerechnet.

### Windows 10 Mobile
Windows 10 Mobile war eine speziell für den Einsatz auf Smartphones und kleinen Tablets (Bildschirmgröße < 8 Zoll) angepasste Ausgabe des Betriebssystems Windows 10. Sie läuft auf modernen CPUs der ARM- und der IA-32-Architektur. Diese Version führt das Smartphone-Betriebssystem Windows Phone und das Desktop-/Tablet-Betriebssystem Windows zu einem Betriebssystem zusammen, Apps sollen zum großen Teil überall denselben Quelltext verwenden können. Windows 10 Mobile wurde erstmals im Rahmen einer Veranstaltung am 21. Januar 2015 der Öffentlichkeit präsentiert. Für die meisten Smartphones mit Windows Phone 8.1 sollte es ein kostenloses Update geben, was jedoch für die meisten Geräte widerrufen wurde.

### Windows 10 IoT Mobile Enterprise
Windows 10 IoT Mobile Enterprise enthält alle Features von Windows 10 Mobile mit zusätzlichen Komponenten aus Windows 10 Enterprise. Es läuft auf X86-, x64- oder ARM-Architektur.